# Kranjci (Labin)
Pour les articles homonymes, voir Kranjci.
Kranjci est une localité de Croatie située en Istrie, dans la municipalité de Labin, dans le comitat d'Istrie. En 2001, la localité comptait 96 habitants.

## Démographie
| 1948 | 1953 | 1961 | 1971 | 1981 | 1991 | 2001 |
| ---- | ---- | ---- | ---- | ---- | ---- | ---- |
| 181  | 170  | 168  | 143  | 136  | 117  | 96   |